# Thám tử lừng danh Conan: Mê cung trong thành phố cổ
Thám tử lừng danh Conan: Mê cung trong thành phố cổ (名探偵コナン 迷宮の十字路 Meitantei Conan Meikyū no Kurosurōdo) là bộ phim hoạt hình chính thứ bảy của bộ truyện tranh Thám tử lừng danh Conan được ra mắt tại Nhật Bản năm 2003, với thám tử chính là Shinichi Kudo. Nó cũng được chuyển thể thành truyện tranh.

## Nội dung
Một kẻ giỏi kiếm đạo và cung đã liên tiếp gây ra 5 vụ án mạng làm xôn xao giới cảnh sát Tokyo. Theo lời mời, Conan đi cùng ông thám tử Mouri Kogoro đến đền Sanno đề tìm pho tượng Như Lai đã bị đánh cắp từ 8 năm về trước! Lời gợi ý nằm trong bức tranh kì quái…và ngay lập tức Conan đã nhận ra mối liên quan tới những vụ án mạng kia. Bất ngờ gặp lại Hattori ở đó, hai người lại bắt tay hợp tác phá án. Ngoài ra Hattori đến đây còn mối tình đầu hồi lớp 3! Chưa thu thập được nhiều thì một vụ án tiếp lại xảy ra…Hattori đang gặp nguy hiểm, khi lần thứ 2 cậu giáp mặt với hung thủ.
Nhờ mưu trí của Kazuha mà Hattori mới thoát nạn. Nhưng hung khí mà hung thủ để lại chưa làm sáng tỏ mọi chuyện. Kazuha chợt nhớ ra điều gì đó nên cô đã quay trở lại hiện trường hôm trước. Tại đó cô bị theo dõi, và bị bắt cóc. Bọn chúng muốn trao đổi với Hattori đổi lấy kỉ vật mối tình đầu của cậu. Không ngờ, đó là viên Bạch hào gắn trên trán tượng Phật bị đánh cắp.. nhưng do vết thương hôm trước, Hattori không thể đi được trong khi thời gian chỉ có một tiếng. Nhờ sự giúp đỡ của Haibara, Shinichi quay trở lại hình dáng ban đầu, cậu đóng giả Hattori đi cứu Kazuha. Nhưng do thời gian tác dụng của viên thuốc quá ngắn mà suýt chút nữa Shinichi cũng gặp nguy hiểm… may mà Hattori đến kịp. Sự thật được phơi bày, pho tượng đã quay trở lại đúng vị trí ban đầu của nó. Hơn nữa, Hattori còn gặp lại mối tình đầu xưa kia. Cậu nhận ra rằng đó chính là Kazuha, người bạn luôn sát cánh bên cậu.

## Phân vai
| Nhân vật            | Diễn viên lồng tiếng | Diễn viên lồng tiếng |
| ------------------- | -------------------- | -------------------- |
| Nhân vật            | Nhật Bản             | Việt Nam             |
| Edogawa Conan       | Takayama Minami      | Hoàng Khuyết         |
| Kudo Shinichi       | Yamaguchi Kappei     | Hoàng Khuyết         |
| Mouri Ran           | Yamazaki Wakana      | Thúy Hằng            |
| Mouri Kogoro        | Kamiya Akira         | Trần Vũ              |
| Hattori Heiji       | Horikawa Ryo         | Quang Tuyên          |
| Toyama Kazuha       | Miyamura Yuko        | Thu Hiền             |
| Suzuki Sonoko       | Matsui Naoko         | Ngọc Quyên           |
| Agasa Hiroshi       | Ogata Kenichi        | Chơn Nhơn            |
| Haibara Ai          | Hayashibara Megumi   | Ái Phương            |
| Yoshida Ayumi       | Iwai Yukiko          | Kim Ngọc             |
| Tsuburaya Mitsuhiko | Ōtani Ikue           | Chánh Tín            |
| Kojima Genta        | Takagi Wataru        | Thiện Trung          |
| Thanh tra Megure    | Chafurin             | Trí Luân             |
| Shiratori Ninzaburo | Inoue Kazuhiko       | Tuấn Anh             |
| Ayanokoji Fumimaro  | Okiayu Ryotaro       | Hoàng Sơn            |
| Enkai               | Ihara Keisuke        | Hạnh Phúc            |
| Ryuen               | Nakamura Daiki       | Tấn Phong            |
| Mizuo Shuntaro      | Yusa Koji            | Minh Vũ              |
| Saijo Taiga         | Suzuoki Hirotaka     | Tất My Ly            |
| Chika Suzu          | Adachi Mari          | Linh Phương          |
| Yamakura Tae        | Suzuki Hiroko        | Thu Huyền            |
| Ichi Kayo           | Sakuma Rei           | Tuyết Nhung          |

## Âm nhạc
- Time After Time ~In the City of Whirling Blossoms
- Trình bày: Kuraki Mai

## Xuất hiện
Đây là lần xuất hiện thứ hai trong một bộ phim điện ảnh của Heiji Hattori và Kazuha Toyama.